# Hsziungnuk

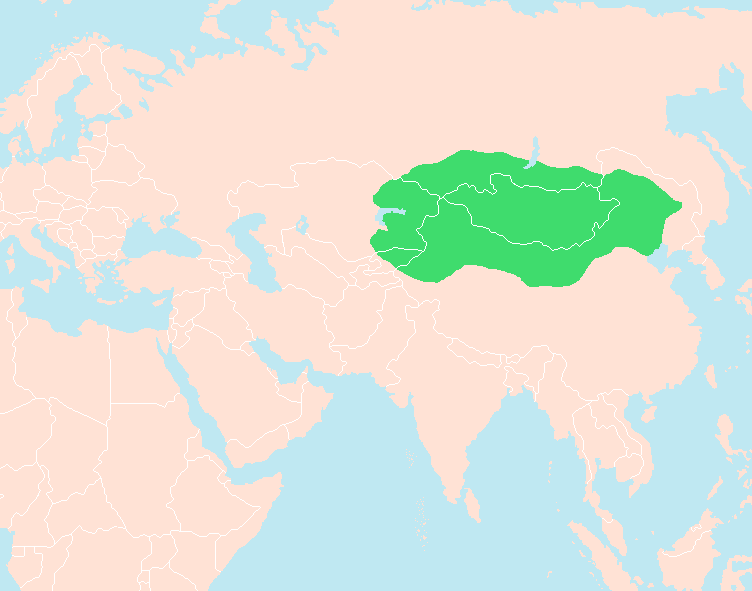
A hsziungnuk birodalma az i. e. 1. században

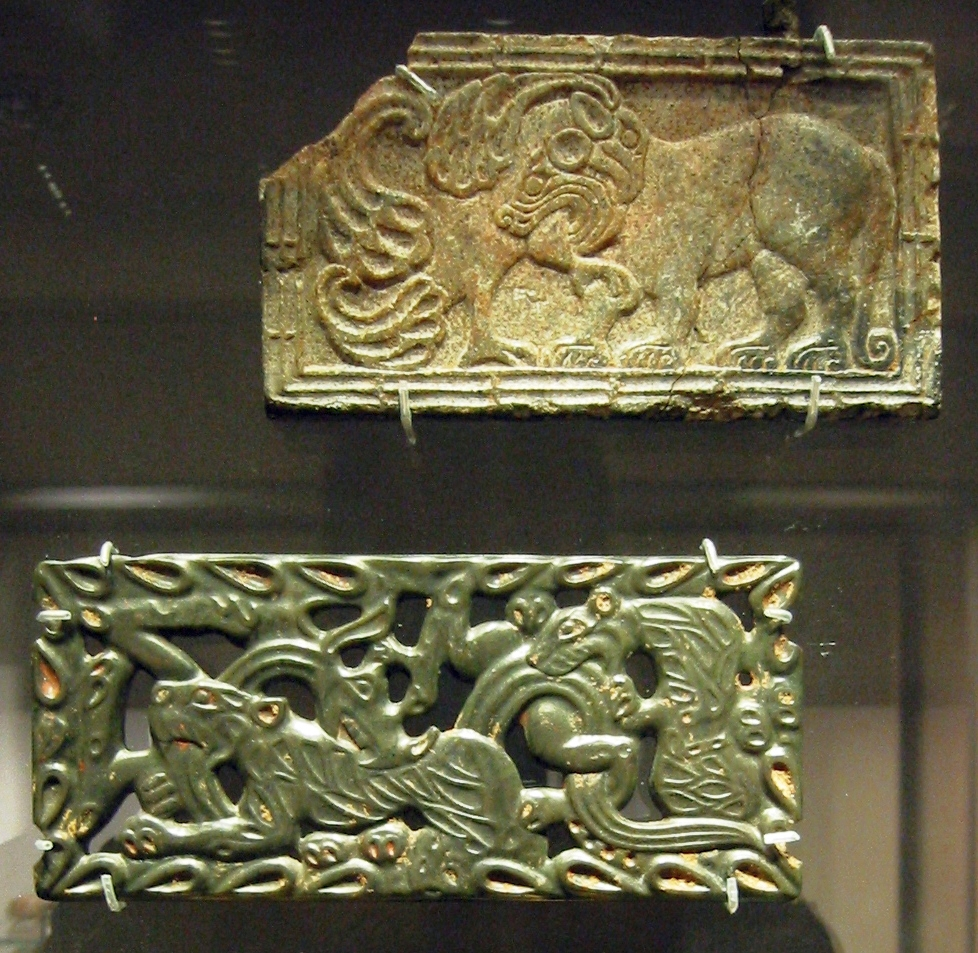
Faragott jáde és zsírkő lapocska. Hsziungnu ábrázolásmód

A hsziungnuk – kínai: 匈奴, pinjin: xiōngnú, egykori feltételezhető kiejtése: hjungno, magyarosan: hsziungnu, törökül: Doğu Hun –, illetve ázsiai hunok elnevezés az i. e. 3. század végétől az i. sz. 1. századig a Belső-Ázsia nagy részét ellenőrzése alatt tartó törökös népesség szövetségére hivatkozik.
Hosszú ideig háborúban álltak déli szomszédjukkal, a kínai államokkal, illetve állammal. A kínai császárok főleg a hsziungnuk távol tartása okán kezdték meg a kínai nagy fal építését.
2022-es archeogenetikai vizsgálatok nyomán Török Tibor és Neparáczki Endre archeogenetikusok kimutatták, hogy a honfoglaló magyarok genomja 
50%-ban manysi, 35%-ban szarmata és 15%-ban hsziungnu/hun rokonságot mutat.

## Eredetük
A hsziungnukat korábban az őket követő török népekkel hozták rokoni kapcsolatba. Hozzájárult ehhez, hogy a hsziungnuk után a kínai források gyakran más hozzájuk hasonlóan lovas nomád életmódot folytató sztyeppei népet is hsziungnunak hívtak, ahogy a görögök szkítának, – vagy ahogy már Hérodotosz megállapítja – a perzsák szakának.
A legutóbbi genetikai kutatások – amelyek 2003-ban folytak – azt mutatják, hogy a kétezer évvel ezelőtt a Bajkál-tó és Orkhon vidékén élt népesség körében a temetkezési időszak végén jelent meg a török elem, de a temető a korábbi szaka és Pazirik jellegű kultúrával hozható kapcsolatba kulturálisan. A kutatás bebizonyította az „európai” elem igen korai meglétét az ázsiai területen a hsziungnuk révén.
Az első ismert, többségében török etnikumú sztyeppei birodalom a 6. században alapított Türk Birodalom volt. A türkök vezető nemzetsége egyesek szerint szintén szaka eredetű volt, de ez leginkább a feltett iráni hatásra építő elmélet. Az azonban ténynek tekinthető, hogy a türk nyelvek első felbukkanása nem azonos a keletkezésük idejével.

### Mondabeli eredetük
Az ókori kínai krónikaíró, Sze-ma Csien szerint a hsziungnuk Csunvej leszármazottai, aki Csienek a Hszia-dinasztia utolsó uralkodójának egyik fia volt. A Hszia-dinasztia létezése még nem teljesen bizonyított, de vannak rá nyomok (például a dinasztia korából talált települések stb.)

### Identitásuk
Kutatók egy csoportja szerint a hsziungnukat nem lehet egységesen csak egy identitástudatú vagy közös eredetű/származású azonos kultúrájú és nyelvű népként, azaz etnikumként kezelni, mivel sok sztyeppei nép kultúrájának, törzseinek, nemzetségeinek szövetségéből, egymásra rakódásából jöttek létre. Éppen ezért mindegyik hun ember több identitású volt: egyszer volt a család, aztán a nemzetség, a törzs és a törzsszövetség, amely rendszerint más-más etnikai eredettel rendelkezett. Miután a hunok kiterjesztették hatalmukat más sztyeppei népekre, azok úgy vették át birodalmi hun identitástudatot, hogy eközben megőrizték sokféle sajátos eltérő hagyományaikat is.

## Nyelvük és írásuk
A hsziungnuk nyelve és írása a tudomány egyik legvitatottabb kérdése.
A hsziungnuk nyelvi hovatartozásáról nincs egyetértés. A nyelvészek a 19. század vége óta leggyakrabban a türk nyelvek vagy a mongol nyelvek közé sorolják. A türk nyelvekkel való rokonság támogatói voltak például Jean-Pierre Abel-Rémusat, Heinrich Julius Klaproth, Shiratori Kurakichi, Gustaf John Ramstedt, Annemarie von Gabain és Omeljan Pricak, míg Paul Pelliot a mongol rokonságot vallotta. Albert Terrien de Lacoperie ezzel szemben egy több részcsoportból álló, többnyelvű népként tekintett a hsziungnukra.
Ligeti Lajos vetette fel elsőként a hsziungnu nyelv esetleges jenyiszeji eredetét. Az 1960-as évek elején Edwin G. Pulleyblank újabb érvekkel támasztotta alá ezt az elméletet. 2000-ben Alekszandr Vovin élesztette újjá Pulleyblank véleményét, és további érveket is hozott fel annak megerősítésére.
Harmatta János szerint viszont a nyelvemlékek módszeres vizsgálatával azt lehet megállapítani, hogy hsziungnuk nyelve ugyanúgy az iráni szaka típusú nyelvek csoportjába tartozik, ahogy a sztyeppét előttük uraló jüecsiké, ez összhangban is van a genetikai eredményekkel, ami európai és nem ázsiai típusról tanúskodnak esetükben. A későbbi Türk Birodalom népének, a türköknek a vezető nemzetsége, az Asina nemzetség is szaka eredetű, ahogy a türk szó maga is, és a Türk Birodalom kancellárianyelve is a szogd nyelv volt kezdetben. Csak ezután törökösödött el teljesen a sztyeppe.
A hsziungnuk íráshasználatáról nincsen látható nyom, azonban közvetett jelekből tudhatjuk, hogy a hsziungnuknak volt írása, és eljutottak a társadalmi fejlődés azon fokára, hogy írást használjanak. A hsziungnuk írása valószínűleg rovásírás lehetett, ugyanis ennek a meglétét mutatják a hsziungnu maradék és alattvaló népek – zsuanzsuanok, szienpik, topák – íráshasználata is. A kutatások arra a véleményre jutottak, hogy a hsziungnuk írása elsőnek „pecsétírás” volt.
Máig 25 értékelhető és 30 hibás hsziungnu pecsétet találtak. A hsziungnuk fennhatósága alatt élő nyugati népek pecsét vagy rovásírás félét használhattak. A kutatók elképzelhetőnek tartják, hogy a keleti hsziungnuk a vuszunoktól vették volna át az írást és fordították volna át a saját nyelvükre. Bár ez csak feltételezés.
Hogy a hsziungnuk írószereiről is szót ejtsünk: a tusdörzsölő tál ugyan kínai találmány, de egy időben a hsziungnuknál is elterjedt. Tehát a hsziungnuk ecsettel írtak. Betűiket pedig selyempapírra vetették.
Elképzelhető, hogy a hsziungnuk hagyatékához tartoznak a mongóliai Yinshan és Helanshan rovásírásos sziklafeliratai is. A régészet kiderítette, hogy ezek a feliratok az i. e. 9. századból származnak. Felfedezésükre a 19. században került sor. A sziklákon főleg rovásírásos jelöléseket találtak, és csak minimális a festett képek száma.

## Történetük
A hsziungnu törzsek i. e. 318-ban jelennek meg először a kínai forrásokban, amikor az egymás ellen hadakozó kínai fejedelemségek segédcsapatokként használták őket. A kínai forrásokból ismerjük, hogy a hsziungnuk ereje az i. e. 3. században nagyon megnőtt. Csin Si Huang-ti halála (i. e. 210) után Touman csanjü – ő az első név szerint ismert hsziungnu uralkodó – vezetésével azonnal támadólag léptek fel Kína ellen. I. e. 209-ben Batur került hatalomra. Vu Ti kínai császár i. e. 51 körül legyőzte őket. Ezután a hsziungnuk két csoportra oszlottak: a keletire, amely a megerősödött kínai államnak rendelte alá magát, és a nyugatiakra, akik a kínai érdekszférán kívüli közép-ázsiai sztyeppékre vándoroltak. A keleti hsziungnuk a kínai Han-dinasztia bukása után zsoldosként szolgáltak a kínai uralkodóknak, majd rövid életű dinasztiákat alapítottak a mai Észak-Kína és Korea területén. Az 5. század óta nem szólnak róluk források.

### Mao-tun (Batur) birodalma
I. e. 209-ben, három évvel a Han-dinasztia alapítása előtt, Mao-tun sanjü vonta erőteljes szövetségbe a hsziungnukat. Egységük sokkal félelmetesebb ellenséggé változtatta őket, azáltal hogy nagyobb erőket voltak képesek összpontosítani és jobb stratégiát gyakoroltak.
A szövetség oka nem világos. Valószínűleg Kína egyesítése mutatta meg, hogy szükséges egy egységes központosított erő a nomádok között. Egy másik elmélet szerint az átszervezés a politikai válságra adott válasz volt, amikor i. e. 215-ben a kínai Csin-dinasztia hadserege kiűzte a hsziungnukat a Sárga-folyó melletti legelőikről.
Miután a birodalom belső egységét kialakította, Mao-tun kiterjesztette határait minden irányban. Északra sok nomád népet hódított meg a dél-szibériai dinglingeket is beleértve. A legjelentősebb a kelet-mongóliai és mandzsúriai donghuk valamint a Kanszu-folyosó területén élő jüecsik legyőzése volt. Ezenkívül visszafoglalta a Meng Tien Csin-tábornok által elvett területet, az Ordoszt is. Mao-tun halála előtt, i. e. 174-ben a hsziungnuk teljesen megszüntették a jüecsi jelenlétet a Gansu-folyosóban és a nyugati területekre költöztették őket. A birodalom ekkor érte el legnagyobb kiterjedését, keleten Koreáig, északon a Bajkál-tóig, délen a nagy falig, nyugaton pedig a Balkas-tóig, esetleg az Aral-tóig terjedt.

### Belső viszályok kora (i. e. 1. – i. sz. 2. század)
Ahogy birodalmuk kiterjedt, világossá vált számukra, hogy az eredeti vezető szervezet rugalmassága hiányos, és nem tudják hatékonyan összefogni a népet. A család legidősebb férfija által örökölt hatalom az i. e. 1. században vált hatástalanná, amikor a kínai-hsziungnu háborúban problémáik adódtak. Huhanje csanjü (i. e. 58–31) kialakított egy törvényt, amely a csanjüt arra kötelezte, hogy a nyilvánvaló örökösének, vagyis az öccsének adja tovább a trónt. Ez a szabály általánosan elfogadottá vált.
Az önállósági törekvések megnövekedése világossá vált akkor, amikor a helyi királyok megtagadták, hogy részt vegyenek az éves gyűléseken a csanjü előtt. Ugyanakkor, kényszerítették a csanjüt a központi hatalom megszilárdítására, amelynek eredményeként saját régióikban saját trónjuk is nagyobb biztonságba került.
Az i. e. 114 és 60 közötti időszakban a hsziungnuk hatalmi elitjét összesen hét csanjü alkotta. Ezek közül kettő, Csansilu és Hujanti felvették a hivatalt annak ellenére, hogy gyermekek voltak. I. e. 60-ban, Tucsitang a nyugati törzsek vezetője („a jobb oldali bölcs király”) vált Vjancsuti csanjüvé. Alighogy trónra ült elkezdte irtani azokat, akiknek fontos szerepük volt a keleti („bal oldali”) csoportoknál. Így i. e. 58-ban a keleti nemesség saját csanjüjévé választotta Huhanjét. I. e. 57-ben harc folyt a hatalomért öt területi csoportosulás között, akik mindnek volt saját “csanjüje”. I. e. 54-ben Huhanje elhagyta fővárosát északon, miután legyőzte testvérét, Csicsi csanjüt.
Csicsi csanjü veresége után nyugat felé vonult, mások északra, a többiek pedig beolvadtak Kína északi lakosságába. Csicsi megalapította a Nyugati Hsziungnu Birodalmat. Alávetett népei között már biztosan volt török, de a kínai forrásokban felmerülő nevek nem mindig azonosíthatók máshonnan ismertekkel. A birodalom ekkor elérte a Talasz és a Csu folyót. A kínaiak i. e. 36-ban megtámadták a nyugati hsziungnukat és elfoglalták székhelyüket. A csatában Csicsi is elesett.
A hsziungnuk maradékai északra vonultak és újjászervezték magukat. A Kr. u. években ismét Kínára támadtak, de 91-ben ismét vereséget szenvedtek és nyugatra vonultak a Tiensan vidékére.

### Hsziungnu államok Kínában
289-ben a Kínai Birodalmat irányító Csin (Jin) dinasztián belül trónviszályok törtek ki, amelyeknek egyes résztvevői az északi nomád népek csapatait hívták segítségül, köztük a hsziungnukat. A behívott nomádok azonban óriási pusztítást végeztek Észak-Kínában. A hsziungnu Liu Yuan fejedelem 304-ben szinte az egész akkori Észak-Kínát (a mai Shanxi és Henan területét) uralma alá hajtotta, és kínai császárrá kiáltotta ki magát. A hsziungnuk által uralt új állam Han Zhao állam néven ismert a kínai történelemben (a két egymást követő hsziungnu dinasztia nevéből: 304-319 között Han, 319-329 között Qian Zhao, azaz Korábbi Csao dinasztia). Liu Cong hsziungnu uralkodó 316-ban elfoglalta a Kínai Birodalom addigi fővárosát, Chang'ant (ma Xi'an, Shaanxi), és azt Han Zhao állam új székhelyéül rendezte be. 319-től azonban a hsziungnuk közötti belső trónharcok miatt Han Zhao állam folyamatosan vesztett területeiből, amelyeken kisebb-nagyobb kínai államok alakultak. 329-ben a hsziungnuk uralmát végképp megdöntötte a saját kínai származású tábornokuk, Shi Le, a Hou Zhao (Későbbi Zhao) dinasztia alapítója.
A másik hsziungnu állam az 5. század elején fennálló Xia (Hszia) volt. A hsziungnuk északi Tiefu törzse Helian Bobo hsziungnu fejedelem vezetésével 407-ben foglalta el a mai Senhszi (Shaanxi) tartomány északi részét, ahol erős hsziungnu államot hozott létre. Az állam fővárosa 419-ben Tungvancseng lett, amelynek építésén százezren dolgoztak. (A nagyszabású romváros a mai napig látható Kína Senhszi tartományában.) Xia államot 431-ben a szintén nomád hszienpi eredetű topák támadásai után a zsuanzsuanok söpörték el, majd a topák bekebelezték az Északi Vej nevű államukba. Utolsó kisebb hercegségük az Északi Liang állam 460-ig még tartotta magát, melyet végül szintén a zsuanzsuanok döntöttek meg. A hsziungnuk ezután letűntek a kínai történelem színpadáról, feltehetően beolvadtak a kínaiak és hszienpik közé.

## Régészet
Az 1920-as években Pjotr Kozlov által körülbelül i. e. 1. századinak datált észak-mongóliai noin-ulai királysírok ásatása bepillantást nyújtott a hsziungnuk történetébe. Több régészeti lelőhelyet ástak ki Belső-Mongóliában és másutt. Ezek képviselik a terület őskori és ókori időszakait. A sírokat ordoszi és hsziungnu kultúraként azonosították. A területet túlnyomórészt a mongoloid nagyrasszhoz tartozó népesség lakta. A Noin-ulában talált leletek bizonyítják, hogy a kínaiak és a hsziungnuk kölcsönösen befolyásolták egymást. A kurgánokban talált néhány hímzett szőnyegen a hsziungnukat befont, széles szalagokkal ékített hajjal ábrázolják, amiket egyformának vélnek a türk Asina nemzetség hajviseletével.

## Társadalom
A hsziungnuk társadalomtörténetének fő forrásai a kínai történeti feljegyzések, valamint a régészet eredményei.
A törzsi keretek között már korán létrejöttek egy-egy kézműipari és kereskedelmi központ a törzsfő szállása körül. A káta és az ordu szó korai eredete miatt mondhatjuk, hogy a hsziungnuknál már korán létrejöttek városias jellegű települések. Ezen védett létesítményekben létrejöttek a „piacra termelés” első nyomai. A hsziungnu árukat a kereskedelmi utak mentén értékesítették.
A hsziungnuknál nyolc vezető törzs volt, ezek közül három (Hu-jen, Hszüpu, Lan) volt az ősi és eredendően hsziungnu. A többit barátsági és békeszerződések, valamint behódolás és hódoltatás végeláthatatlan útvesztőjén át építették fel. A hsziungnu korban megkülönböztették a lovas nomád népeket a más életmódú népektől. A hsziungnuk „az íjfeszítő népeket” egyesítették, akik a birodalmukban a kezdetektől egyenrangúak voltak velük. Az idegen kultúrájú népeket behódoltatással kapcsolták a területeikhez és föléjük egy helytartót, neveztek ki, akit juqinek hívtak.
Minden törzsnek meghatározott területe volt, és azon belül önállóan végeztek gazdasági tevékenységet, és valószínűleg csak adóval és beszámolási kötelezettséggel tartoztak az uralkodó, a csanjü (shanyu) udvara felé. Egy évben háromszor gyűltek össze, ahol megválasztották a csanjüt és az állami tisztviselőket. Háború és béke dolgában, kül- és belpolitikában is ekkor hoztak egységes álláspontot (a későbbi mongolok a gyűlést „ejenek” nevezték, ami egyetértést jelent). Újévkor a csanjü ordujában a kis országgyűlés (csanjü és a 24 tacsen) ülésezett és itt osztotta ki az éves feladatot a közigazgatás vezetőinek, és valószínűleg ekkor értékelte az előző évet.
Májusban Lungcsengben (蘢城) tartották a nagy országgyűlést (a többi nagyobb nemes tartozott bele), ekkor mutattak be áldozatot az Égnek a Földnek, az isteneknek és szellemeknek, valamint az ősöknek is. Valószínűleg ekkor áldoztak a sárkánynak is. Lungcseng Koshu Tsaidam közelében lehetett. Ősszel, amikor a paripák kövérek voltak, gyűlésre hívták a népet Dajliinbe. Itt számlálták meg a lakosságot és az állatállományt. Valószínűleg ekkor lehetett az adóbehajtás ideje is.
A hsziungnuk gazdasági fejlődését az állattenyésztés határozta meg. Éghajlatváltozás vagy esetleges külső támadás esetén ez számított a legfontosabb értéknek.
A hsziungnu férfiak mindegyikének kötelező volt háborúba menni. A kínai források szerint minden íjat felajzani tudó férfiember a seregbe vonult. A mongóliai és dél-bajkáli területeken majdnem minden férfi sírban található mellékletként fegyver. A hsziungnu katonák békében egyszerű, tétlenül vándorló nomád katonák voltak. A források szerint a hsziungnu seregben a megszerzett zsákmányt egymás között, hivatali tisztség szerint felosztották. A tízes rendszerhez hasonlóan rendeződtek.
A. V. Davidova a szibériai Ivolga mellett feltárt sírokat vagyoni és társadalmi különbségeik szerint öt kategóriába osztotta.
Ezek a különbségek a férfisíroknál jobban meglátszanak. A 20-25m átmérőjű, négyszögletes kerítésű sírok a csanjüé, míg az 5-20m átmérőjű, kerek sírok az egyszerű, nomád katonáké voltak. A közrendű sírok legtöbbjén is kimutathatóak a vagyoni különbségek. A csanjü a földjét három részre osztja: középsőre, keletire (bal oldalira) és nyugatira (jobb oldalira). A középső területeket ő irányítja, míg a többit a keleti és nyugati magas rangú embereinek adja át. A csanjü maga valamikor keleti tucsi bán volt. Lényegében mindkét oldalon ugyanazon rangsorban állnak a tisztviselők. A magasabb rangú személyek rétege – Batur felléptéig – a következőképpen alakul: a keleti és nyugati tucsi-bán, a keleti és nyugati jüli-bán, a keleti és nyugati nagy hadvezér, a keleti és nyugati nagy du-vej, a keleti és nyugati nagy tanghu, és a keleti és nyugati nagy kutuhou alkották a hsziungnu ranglétra felső lécét.
Ezek a tucsi-bánoktól kezdve a nagy tanghukig mind tümenek, azaz hadseregek vezérei is voltak. A törzsi és közigazgatási arisztokrácia vitás ügyeiben a fegyveres kíséretére támaszkodott. Ez a kíséret egyszerre jelentette az arisztokrácia hatalmának bázisát, és a birodalom katonai potenciáljának döntő hányadát. A katonai szolgálatok fejében akár a szolgák előtt is nyitva állt az út, hogy a kíséret tagjai lehessenek.
A tümenparancsnokok nevezték ki a du-vejeket, cezukat, jücsiket, ezredeseket, századosokat és tizedeseket. Valamint a többi kisebb tisztviselőt is. A hsziungnu korban a kisebb rangok örökletessége nem volt lehetséges. A rendelkezésre álló leletek alapján kimondható, hogy a hsziungnu társadalom meghatározó rétege volt a nomád katonai középréteg. Ők alkották a hsziungnuk katonai erejének döntő hányadát és adófizetők jó részét is.
A kínai források szerint Csunhan Jüe tanácsára bevezették a településekre jellemző adórendszert is. A hsziungnukról szóló régészeti források nem írnak állat és vagyon nélküli emberekről, pedig a régészet valószínűvé teszi ezen réteg meglétét is.
A hsziungnu társadalomban a többlettermelés növekedése miatt hirtelen megugrott a függésben lévő, vagyonban igencsak szűkölködő, alattvaló népek, az úgynevezett „albatok” létszáma. Ez túl gyorsan következett be, és a hsziungnu társadalom nagy részét ők alkották. Keresetük felét adóban kellett befizetniük az államnak: erre jó példa az uhuanok adója, akik minden évben a hsziungnuknak vászon-, irha-, bőr- és állatadóval adóztak, amit egy adószedő gyűjtött be. Ráadásul az ilyen alávetett népeknek a hsziungnu seregben katonai szolgálatot is kellett teljesíteniük.
A hsziungnu államban mind az alattvalók, mind a hsziungnuk számára egyesített termékbeli, katonai és adófizetési kötelezettségek voltak előírva. A hsziungnuk a hadjáratok során elfogott ellenséges katonákat szolgáikká tették, bár helyzetük nagyban különbözött a görög-római rabszolgatartástól. A rabszolgákat csak a legfelső rétegek alkalmazták a ház körüli teendők elvégzésére, a gazdaságban pedig nem vettek részt (akárcsak később az európai hunoknál).
A korai állam és társadalmi berendezkedésről L. E. Kubbel írt, és három fontos pontba helyezte őket:
- Létrehozták az adórendszert
- A lakosságból kiemelkedett az apparátus, akik a katonai és civil közigazgatást végezték.
- A törzsek egymás között felosztották területeiket.[23]

### Szabadságjogok
A hsziungnu állam különlegessége az egyfajta demokratikus rétegződés, amit Vlagyimircov után „katonai demokráciának” neveznek, amelyben a „civil” és katonai igazgatás egybetartozott.
A birodalmat az országgyűlés irányította, aminek volt egy belső és egy külső köre. A belső kört a csanjü (撐犁孤塗單于: csengli kutu csanjü: Tengri fia mennyei uralkodó) és a 24 tacsen alkotta, míg a külsőt a közigazgatási, katonai és törzsi vezetők vettek részt.

## Vallás
A hsziungnuk hitvilága és vallása a Sárga-folyótól a Bajkál-tóig, az Altájtól a Kingan-hegységig valószínűleg egységes lehetett. A hsziungnu ember a másvilágon ugyanúgy él, mint ezen a világon: állatot tenyészt, hadakozik stb. A nemzetségi és törzsi viszonyok is az ebben a világban előírt normák szerint rendeződnek. A meghalt és az élő emberek közti találkozók a lakomákon és a temetéseken történtek. Ezeknek az volt a lényege, hogy az élő emberek az ősök szellemének áldozzanak, és az ott megjelent ősszellemhez imádkozzanak. Ezek voltak a torok. A Szelenga folyónál felfedezett sziklarajzokon négyszögletes kerítéssel ábrázolták a világ határán lévő világhegyet, azon belül az ősök szellemével. Mellé táncoló embereket az ártó szellemekkel szemben megvédő kiterjesztett szárnyú sast, valamint a holt lelket a másvilágra szállító lovat, a lelket megvédő kutyát stb. ábrázoltak. A hsziungnu csanjü reggel a Naphoz, este pedig a Holdhoz imádkozott.
A Napot és a Holdat imádó ősi szokás nemcsak a nemeseknél, hanem a közrendűeknél is megtalálható volt. Sőt napsugár szimbolikus megnyilvánulása a hsziungnu edények peremén futó hullámminta is. A másik szokás, ami a Nap tisztelethez kapcsolódik a tűz tisztelet. A hsziungnu sírok külső és belső részein tűzgyújtás nyomai figyelhetők meg, valamint faégetésére is vannak biztos adatok. A koporsó vörösre festése is a Nap és a tűz tisztelettel kapcsolatos. Bármely áldozat bemutatását annak elégetésével végezték, ami hitük szerint összeköti a Középső világot a Felső-éggel.
A hsziungnu temetkezési szokások egy különleges változata, amikor a fejet a testtől elválasztva temették el. A fej kultikus tiszteletének szokása szibériai és mongol népeknél is megtalálható. A hsziungnu közrendűek sírjából gyakran került elő fej nélküli tetem, ami arra enged következtetni, hogy az uruktól elfordultakat ekképp fenyítették meg. A csanjün az uhuanok úgy álltak bosszút, hogy sírját felnyitották, koponyáját kivették és összetörték. A hsziungnuk hitvilága a totemizmus, animizmus és a mágia korai formáihoz tartozik. A hsziungnuk saját eredetüket valamely legendás állattól tartották, gyakran helyeztek sírjaikba szarvasagancsot is. A másik különlegessége temetkezési szokásaiknak, hogy a hsziungnu sírba kutyafejet, lapockát, netán egy egész kutyát helyeztek. Ez a szokás a szienpi-uhuan, és a különböző mongol nyelvű népek szokásai közt is megtalálható. A hsziungnuk magukat egy dzsun nevű kutyától eredeztették.
A hsziungnuknál az állami áldozatokat különleges személyek végezték. A források elmondása szerint fekete színű állatot áldoztak. Az áldozáshoz fekete színű zászlót használtak. A felajánlást különleges vidéken végezték el: ilyen volt Longcheng (Sárkányváros, a hsziungnuk fővárosa), ahová mindenki járt áldozni az egész országból. A másik pedig Gua dovnak hívtak, ami ugyan valószínűleg kisebb jelentőségű hely lehetett, mint a főváros, de így is állami szintű ünnepélyeket tarthattak ott.
A törzsszövetséget vezető személy, tehát a csanjü végezte az áldozatokat Longchengben. Ez a szokás a régi törzsi időkből maradhatott meg. A hsziungnuknál szokás volt az ökörrel, lóval, juhval és kecskével történő áldozat. Nemi hovatartozásukat is jelölték a sírokban: a férfiaknál bikát, lovat, a nőknél ökröt, borjút használtak. A régi világszemlélet szerint a ló imádata a Nap és a fény tiszteletével kapcsolatos. A ló képviseli a hsziungnu ábrázoló művészetben az alvilág isteneit és a másvilágot. A hsziungnuk fehér színű lovat áldoztak és annál tettek fogadalmat is. Fontos adat a szarv tisztelete a hsziungnuknál, ami az egyik első hitelem és a neolit kortól megfigyelhető. A sámánok a temetkezési és áldozat rituáléknál felajánlást tettek, amik az állattenyésztéssel kapcsolatos korai hitvilág elemei.

## Hsziungnu művészet

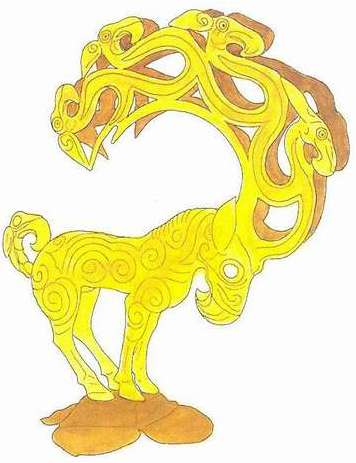
Szarvasnak átöltöztetett csőrös ló a kínai Ordosz területéről, Nalingaotuból.

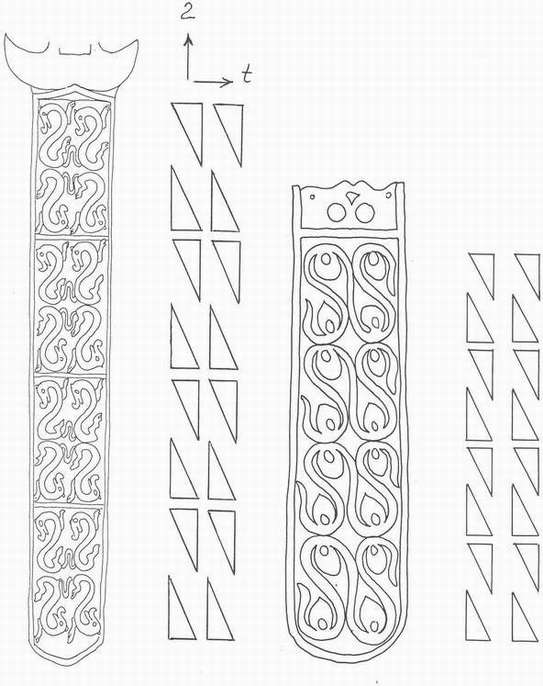
A tokiói tőrtok mintájának és a tiszafüredi szíjvég mintájának megegyező a geometriai szerkezete.

A hsziungnu művészet emlékei fokozatosan gyarapodnak a kínai régészeti föltárások eredményeként. A legismertebb Ahluchaideng madaras koronája, vagy a Nalingaotuban föltárt gazdag állatmotívumos veretek készlete. A hsziungnuknak az a része, amely betagolódott a kínai államba, magával vitte művészetét új hazájába is. Ennek olyan híres darabjai is ismertek, mint a Hotung gyűjtemény jádefaragású állatküzdelmi jelenete.
Az Ordosz-vidéki hsziungnu művészet alkotásai jól ismertek. A sztyeppei szkíta állatművészet alakjai élnek a tárgyakon, fegyvereken, késeken, övdíszeken. Az Ordoszból ismert állatstílus művészete mellett a híres szibériai aranyak azok, amelyeket a hsziungnuk művészeti alkotásaiként ismerünk. Leghíresebb az a tükörszimmetrikusan megismételt övcsat, amit Nagy Péter orosz cár parancsára Matvej Gagarin herceg, szibériai kormányzó hozott Szentpétervárra. Az övcsaton szereplő dombormű jelenete megegyezik a középkori magyarországi Szent László-legenda ábrázolásainak egyik jelenetével. Ez a jelenet a Kárpát-medencében még ma is mintegy 40 helyről ismert a középkori falfestmény sorozatok részeként, legismertebb a székelyderzsi.

### A hsziungnu művészet és a matematika
A hsziungnu művészet leggazdagabb leletanyagát a bronzból készült eszközök, fegyverek, kések, egyszerűbb övdíszek, csengők adják s ezeken érdekes matematikai szerkezetet is fölfedezhetünk. Kelet-Ázsia múzeumaiban gazdag kiállítások láthatók ilyen tárgyakból, és a budapesti Dzsingisz kán kiállítás első része is a hsziungnuk díszítőművészetét mutatta be 2007-ben. A hsziungnuk díszítőművészetére gyakran jellemző állatalakos díszítés az egyik bronztőr tokján sajátos áttört mintájú, s alakban forduló állatot mutat érdekes geometrikus szerkezettel. A Tokiói Nemzeti Történeti Múzeumban látható (2006) példány ilyen díszítő szerkezetének eddig egyetlen párja ismert, a Kárpát-medencei avar kori leletek között, Tiszafüreden (Garam Éva ásatása).
A geometrikus díszítőművészeti alkotások matematikai vizsgálata azon a sajátosságukon alapul, hogy mintázatuk ismétlődő (geometriai szakkifejezéssel: egybevágó) elemekből épül föl. Az egybevágó (azonos) elemeket a készítő mester szabályos alakzatokba rendezve helyezte el a felületen. Ezek a szabályosságok a geometria törvényei szerint tárgyalhatók. Az ilyen mintázat tulajdonsága a szimmetria. A hsziungnuk díszítőművészete gazdagon őriz ilyen intuitív matematikai alkotásokat is (például a Noin-ulában a királysírban talált szőnyeg szerkezete összetett síkbeli mintázatot hordoz.

## A hsziungnuk mai megítélése
Ma már a kínaiak elismeréssel szólnak a hsziungnukról, akikkel 3 évezreden át harcoltak, tőlük a lovasnomád harcművészeteket eltanulták, és államukat ezáltal megvédték, megerősítették.
A hsziungnuk megítélésének a változását mutatja az is, hogy Kína már két olyan építészeti együttest is javasolt a világörökségbe, amelyek az észak-kínai hsziungnu császári dinasztia (Han Zhao állam, 304-329) korából származnak. Az egyik Tungvancseng (kínaiul: 統萬城; átírásban: Tungvancseng), az egykori hsziungnu részcsászárság fővárosa, amelyet Helian Bobo (kínaiul: 赫連勃勃; átírásban: Holien Popo) császár építtetett. A másik Nanxi falu Anhuj tartományban, ahol a hegyek között rejtőző faluban díszítőművészeti alkotások, táncok, hagyományok, dalok és népszokások őrzik az egykori hsziungnu eredetet.

### A hsziungnuk és a hunok
Széles körben elterjedt nézet szerint a hsziungnuk voltak a későbbi hunok – azaz a közép-ázsiai és európai hunok – elődei. Alátámasztja e vélekedést, hogy egy szogd forrásban a hsziungnukat xwn (khun) névvel illették. Jogos tehát a hsziungnukat ázsiai hunoknak is nevezni. Az európai hunokra nézve ez azonban csak annyit jelent – állítja Róna-Tas András –, hogy közöttük a hsziungnu főnemesség fontos szerepet játszott, ha nem is feltétlenül meghatározót. A kínai szakemberekkel ellentétben a nyugati történészek korábban nem fogadták el egyhangúlag a hunok és a hsziungnuk közötti közvetlen kapcsolatot. Walter Pohl, a népvándorlás korával foglalkozó osztrák történész így fogalmazott ezzel kapcsolatban: „minden, mit biztosan tudhatunk a hunok nevéről, hogy a pusztai harcos népek egy tekintélyes hatalmi elitjére utal a késő ókor időszakában”. Azonban ez a nézet változni látszott az utóbbi években, miután neves nyugati kutatók, köztük James Lacey az oxfordi egyetem kutatója kimutatta, hogy a hsziungnu vagy xiongnu törzsszövetség fokozatosan és évszázadokon keresztül építette ki hatalmát nyugat felé. A kínai szakirodalom és a hétköznapi kínai ember számára egyértelmű, hogy hunokról van szó, ezért ugyanazt az írásjelet "xiōng" használják az Attila által vezérelt hunokra is (匈奴), sőt még a magyarok elnevezéséhez is (匈牙利人).
Ezzel szemben az osztrák-amerikai tudós, Otto J. Maenchen-Helfen elveti a hsziungnu-hun kapcsolatot. Arra hívja fel a figyelmet, hogy a hsziungnuk jellegzetes művészeti stílusa (pl. állatmotívumok, bronz tárgyak) egyáltalán nem egyezik az európai hun leletekkel. Maenchen-Helfen szerint a "hun" név politikai kategória, nem pedig etnikai, és a sztyeppei népek gyakran átvették egymás elnevezéseit presztízsnövelő célzattal. Az ausztrál Christopher Kelly is kritizálja Joseph de Guignes 18. századi elméletét. Kelly szerint a hsziungnu-hun azonosság romantizált konstrukció, amely a "nyugat vs. kelet" narratívát erősíti. Kelly is a művészeti stílusok eltéréseit emeli ki, és Kazahsztánt jelöli meg az európai hunok valószínű őshazájaként.

## A hsziungnuk és a magyarok közötti kapcsolat
Az archeogenetika fejlődésével a honfoglaló magyarok kutatása új eredményekre jutott. 2022 májusában Török Tibor és Neparáczki Endre archeogenetikusok mintegy harminc társukkal tanulmányt tettek közzé a Current Biology című nemzetközi szaklapban, amelyben a mitokondriális DNS genetikai vizsgálata alapján kimutatták, hogy a honfoglaló magyarok magját képező népesség finnugor származású volt, de jelentős genetikai kapcsolatokat találtak a hsziungnukkal is.
48 mintát vettek 19 honfoglaláskori „szállási” temetőből, illetve 65 mintát 9 köznépi temetőből. A genomot, vagyis a minták teljes örökítő információját vizsgálták, majd összevetették 2700 másik archaikus genommal.
A vizsgálat legfontosabb megállapításai a következők voltak:
- A honfoglaló magnépesség genomja nagyon hasonló a mai baskírokéhoz és tatárokéhoz.
- Közvetlen forrásokból 50% manysi, 35% szarmata és 15% hsziungnu/hun genom modellezhető.

Török Tibor (az SZTE Genetikai Tanszék és az Magyarságkutató Intézet Archeogenetikai Kutatóközpontjának munkatársa) 2023 áprilisában Szentendrén egy konferencián így ismertette eredményeiket:

„Kiderült, hogy a manysik többszörösen közelebb állnak a honfoglalókhoz, mint a többi vizsgált nép. […] A manysik ősei lehettek ősei a honfoglalóknak, fordítva viszont ez nem igaz. A nyelvészeti hipotézis tehát ül. A honfoglaló magyarok magnépessége finnugor származású volt. Gyakorlatilag igazoltuk genetikailag a finnugor elméletet.”

– Török Tibor előadása

Az archeogenetikai vizsgálatok a fentiek alapján úgy bizonyították a finnugor rokonságot, hogy egyidejűleg alátámasztották a honfoglaló magyarok és a hunok közötti közötti genetikai kapcsolatokat is.

### További ismertetők
- Huns dateline
- A hsziungnuk története[halott link]
- Bánosi György – Veresegyházi Béla: Eltűnt népek, eltűnt birodalmak kislexikona. Budapest: Anno. 1999.   60. o. ISBN 963-9199-29-X
- Hun (Xiongnu) Scythian Art